# David Chauner
David Chauner (* 4. August 1948 in San Francisco) ist ein ehemaliger US-amerikanischer Radrennfahrer und nationaler Meister im Radsport.

## Sportliche Laufbahn
Chauner war im Bahnradsport und im Straßenradsport aktiv. Er war Teilnehmer der Olympischen Sommerspiele 1968 in Mexiko-Stadt. In der Mannschaftsverfolgung kam das Team mit David Chauner, Skip Cutting, Steve Maaranen und John Vande Velde nicht über die Qualifikation hinaus. Im olympischen Straßenrennen schied er aus.
Er war auch Teilnehmer der Olympischen Sommerspiele 1972 in München. In der Mannschaftsverfolgung schied der Bahnvierer der USA mit David Chauner, John Vande Velde, David Mulica und Jim Ochowicz in der Qualifikation aus.
Bei den Panamerikanischen Spielen 1971 holte er die Bronzemedaille in der Mannschaftsverfolgung. 1973 siegte er in der nationalen Meisterschaft in der Mannschaftsverfolgung. 1975 gewann er eine Etappe im britischen Milk Race. 1998 wurde er in die United States Bicycling Hall of Fame aufgenommen.

## Berufliches
Von 1976 bis 1978 war Chauner Manager des Trexlertown Velodrome in Pennsylvania. Er war von 1977 bis 1995 Mitglied des US PRO Board of Directors und Veranstalter von Radrennen. Er war auch als Autor und Kommentator für verschiedene Radio- und Fernsehsender tätig.